# Feast
Feast (br: Banquete no Inferno)  (pt: O Bicho ) é um filme de terror trash, produzido nos Estados Unidos em 2005, co-escrito por Marcus Dunstan e Patrick Melton e dirigido por John Gulager.

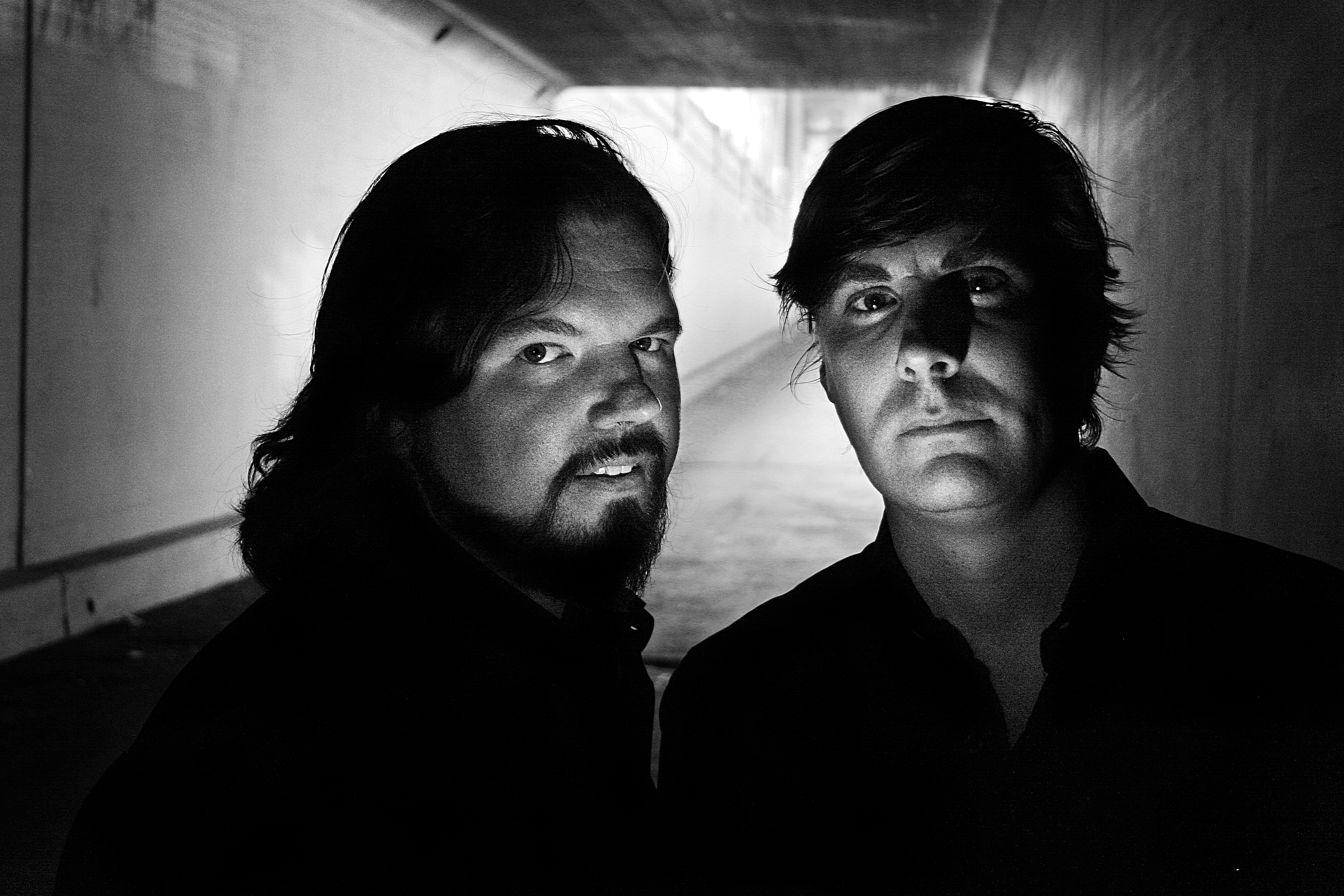
Primeiro filme, co-escrito em parceria por Marcus Dunstan e Patrick Melton durante a 3 ª Temporada do "Project Greenlight" em 2004.

## Sinopse
Tudo parece normal em um remoto bar no meio do nada cheio de criminosos e homens violentos que bebem sem parar. Até que estranhas e famintas criaturas aparecem e atacam cada um deles. Agora os poucos que sobraram têm que lutar por sua sobrevivência.

## Elenco
- Balthazar Getty ... Bozo
- Henry Rollins ... Coach
- Navi Rawat ... Heroine
- Judah Friedlander ... Beer Guy
- Josh Zuckerman ... Hot Wheels
- Jason Mewes ... Edgy Cat
- Jenny Wade ... Honey Pie
- Krista Allen ... Tuffy
- Clu Gulager... Bartender
- Anthony 'Treach' Criss ... Vet
- Eric Dane ... Hero
- Chauntae Davies ... Drunk Girl
- Diane Goldner ... Harley Mom
- Somah Haaland ... Charlie
- Tyler Patrick Jones ... Cody
- Mike J. Regan ... Papa Beast
- Eileen Ryan ... Grandma
- Hannah Schick ... Finger Girl
- Gary J. Tunnicliffe ... Mama Beast
- Duane Whitaker ... Boss Man